# Cadillactica
Cadillactica — другий студійний альбом американського репера Big K.R.I.T., виданий на лейблі Def Jam Recordings 10 листопада 2014 р.

## Передісторія
13 червня 2013 в інтерв'ю Dead End Hip Hop Big K.R.I.T. натякнув, що назва платівки міститься у перших секундах інтро його дебютного альбому Live from the Underground. В інтерв'ю HipHopDX за серпень 2013 репер повідомив про співпрацю з багатьма продюсерами, зокрема згадав Терраса Мартіна, DJ Dahi й Чеда Г'юго. У вересні 2013 оприлюднив назву платівки, Cadillactica.
У жовтні 2013 виконавець розповів XXL про те, як він вигадав назву: «Це просто одна з речей, про які я думав, адже на обкладинці дебютного альбому Live from the Underground зображено Кадилак, що здійснив аварійну посадку на планеті Земля. У сюжетній лінії показано звідки приїхав цей Кадилак. Платівка створює планету Кадилактику, з якої походить соул і фанк, дає змогу з цією ідеєю вийти за межі моєї музики. Я поринаю глибше й глибше у те, що ще можу зробити, як далеко можу піти з цим альбомом, змінити інструменти та як я можу використати свій голос. Усі ці речі надзвичайно важливі для мене, щоб дійсно заманити вас, творчо спробувати зробити щось зовсім інше з альбомом. На мою думку, воно починається з основи Cadillactica, планети всього цього. Наразі працюю над цією ідеєю, залучив інших продюсерів, зокрема DJ Dahi, Джима Джонсона, Ріко Лава, DJ Toomp, Теріуса Мартіна; є також багато людей, з котрими я збираюся працювати у студії…». Також не виключив імовірність поміщення пісень, спродюсованих ним, за умови якщо ті є найсильнішими треками із записаного матеріалу. 23 вересня 2014 оприлюднив дату виходу.

## Реліз і промоція
10 квітня 2013 вийшов мікстейп King Remembered in Time . У березні 2014 репер випустив 7 пісень за тиждень для просування альбому. У квітневому інтерв'ю Nah Right заявив, що жодна з них не потрапить до платівки. 16 вересня 2014 видали мікстейп See Me on Top IV.

## Сингли
28 квітня 2014 випустили перший промо-сингл «Mt. Olympus». 7 травня відбулась прем'єра відеокліпу. У жовтні 2014 репер заявив в інтерв'ю, що він написав трек наступного дня після виходу «Control» з резонансним куплетом Кендріка Ламара у серпні 2013. Він також пояснив назву наявним духом реп-суперництва, позаяк за грецькою міфологією на горі Олімп перебувають Зевс та інші боги.
28 липня видали перший окремок «Pay Attention». Пісню записано у Маямі, де K.R.I.T. працював з Джимом Джонсіном, його командою продюсерів (Зак і Finatik) та Ріко Вейдом, який співає гук. 5 листопада оприлюднили кліп «Cadillactica», а 12 грудня — «Soul Food».

## Результати продажу
Платівка дебютувала на 5-ій сходинці Billboard 200 з 43917 копіями за перший тиждень.

## Відгуки
| Публікація           | Країна | Рейтинг                              | Рік  | Позиція |
| -------------------- | ------ | ------------------------------------ | ---- | ------- |
| Billboard            | США    | «10 найкращих реп-альбомів 2014»     | 2014 | 8       |
| Complex              | США    | «50 найкращих альбомів 2014»         | 2014 | 23      |
| Consequence of Sound | США    | «Топ-50 альбомів 2014»               | 2014 | 46      |
| Spin                 | США    | «40 найкращих хіп-хоп альбомів 2014» | 2014 | 21      |
| Stereogum            | США    | «40 найкращих реп-альбомів 2014»     | 2014 | 26      |
| Vibe                 | США    | «46 найкращих альбомів 2014»         | 2014 | 5       |

## Список пісень
| #   | Назва                                                         | Продюсер(и)                          | Тривалість |
| --- | ------------------------------------------------------------- | ------------------------------------ | ---------- |
| 1.  | «Kreation (Intro)»                                            | Big K.R.I.T.                         | 3:20       |
| 2.  | «Life»                                                        | Big K.R.I.T.                         | 3:30       |
| 3.  | «My Sub Pt. 3 (Big Bang)»                                     | Big K.R.I.T.                         | 3:11       |
| 4.  | «Cadillactica»                                                | DJ Dahi, DJ Khalil                   | 4:28       |
| 5.  | «Soul Food» (з участю Raphael Saadiq)                         | Raphael Saadiq                       | 3:48       |
| 6.  | «Pay Attention» (з участю Rico Love)                          | Jim Jonsin, Finatik & Zac, Rico Love | 4:10       |
| 7.  | «King of the South»                                           | Big K.R.I.T.                         | 3:32       |
| 8.  | «Mind Control» (з участю E-40 та Wiz Khalifa)                 | Big K.R.I.T.                         | 4:05       |
| 9.  | «Standby (Interlude)» (з участю Kenneth Whalum III)           | Big K.R.I.T.                         | 1:39       |
| 10. | «Do You Love Me for Real» (з участю Mara Hruby)               | Big K.R.I.T.                         | 3:48       |
| 11. | «Third Eye»                                                   | DJ Dahi                              | 4:00       |
| 12. | «Mo Better Cool» (з участю Bun B, Devin the Dude та Big Sant) | Big K.R.I.T.                         | 4:46       |
| 13. | «Angels»                                                      | Terrace Martin                       | 3:46       |
| 14. | «Saturdays = Celebration» (з участю Jamie N Commons)          | Big K.R.I.T., Alex da Kid            | 4:14       |
| 15. | «Lost Generation» (з участю Lupe Fiasco)                      | Big K.R.I.T.                         | 3:57       |

| Бонус-треки делюкс-видання | Бонус-треки делюкс-видання     | Бонус-треки делюкс-видання | Бонус-треки делюкс-видання |
| #                          | Назва                          | Продюсер(и)                | Тривалість                 |
| -------------------------- | ------------------------------ | -------------------------- | -------------------------- |
| 16.                        | «Mt Olympus (Reprise)»         | DJ Dahi                    | 4:11                       |
| 17.                        | «Lac Lac» (з участю ASAP Ferg) | Big K.R.I.T.               | 5:32                       |

| Бонус-трек делюкс-видання для Best Buy | Бонус-трек делюкс-видання для Best Buy | Бонус-трек делюкс-видання для Best Buy | Бонус-трек делюкс-видання для Best Buy |
| #                                      | Назва                                  | Продюсер(и)                            | Тривалість                             |
| -------------------------------------- | -------------------------------------- | -------------------------------------- | -------------------------------------- |
| 18.                                    | «Let It Show»                          | DJ Dahi                                | 3:02                                   |

## Чартові позиції
| Чарт (2014)               | Найвища позиція |
| ------------------------- | --------------- |
| США                       | 5               |
| US Top R&B/Hip-Hop Albums | 1               |
| US Top Tastemaker Albums  | 14              |